# Svesjtnik
Svesjtnik (bulgariska: Свещник) är ett berg i Bulgarien.   Det ligger i regionen Blagoevgrad, i den sydvästra delen av landet, 130 km söder om huvudstaden Sofia. Toppen på Svesjtnik är 1 964 meter över havet, eller 565 meter över den omgivande terrängen. Bredden vid basen är 10,9 km.
Terrängen runt Svesjtnik är kuperad söderut, men norrut är den bergig. Närmaste större samhälle är Gotse Deltjev, 10,0 km nordost om Svesjtnik. 
I omgivningarna runt Svesjtnik växer i huvudsak lövfällande lövskog. Runt Svesjtnik är det ganska glesbefolkat, med 40 invånare per kvadratkilometer.